# Стефан Даниилидис
Стефан (на гръцки: Στέφανος, Стефанос) е гръцки духовник, воденски (29 януари 1904 до 13 май 1910), пелагонийски (1910 - 1912) и лемноски и агиоевстратийски митрополит (1912 – 1947).

## Биография
Роден е с фамилията Даниилидис (Δανιηλίδης) в 1859 или в 1865 година в Сардес на остров Лемнос. Учи в Халкинската семинария, покровителстван от митрополит Йоаким Лемноски. Завършва в 1894 година, ръкоположен в същата година за дякон. Служи като архидякон, а впоследствие като протосингел на Одринската епархия.
На 12 февруари е избран за мирски епископ срещу архимандрит Атанасий Ласкарис, ефимерий на енория Вланга в Цариград и Йоаким Георгиадис, архидякон на Ксантийската митрополия. На 31 март 1902 година е ръкоположен за мирски епископ, викарен на Одринската митрополия. Ръкополагането е извършена от митрополит Кирил Одрински в съслужение с митрополит Филарет Димотишки и епископ Антим Родостолски.
На 29 януари 1904 година е избран за воденски митрополит с осем гласа срещу митрополит Никифор Литицки и Константий, бивш маронийски. Подкрепя активно гръцката въоръжена пропаганда в Македония. Обявен е за агент от първи ред. На 13 май 1910 година става пелагонийски митрополит, а на 31 май 1912 година – лемноски. Подава оставка през 1948 година.
Умира на 8 август 1948 година.